# Tramvaje KPS série 6–7 (Brno)
Tramvaje KPS série 6–7 jsou typ dvounápravové obousměrné tramvaje, vyrobené podnikem Brünn-Königsfelder Maschinenfabrik v Králově Poli v roce 1904 pro Společnost brněnských elektrických pouličních drah. Tato série dvou vozů vycházela z předchozích dodaných královopolských tramvají série 1–5 z roku 1903.

## Historické pozadí
V důsledku realizace připraveného projektu rozšíření tramvajové dopravy v Brně se v letech 1900–1906 postupně stavěly nové tramvajové tratě. S tím přišla potřeba nových vozů, protože starší vozy byly pouze vlečné, převzaté z parní (1884–1900) a II. koněspřežné dráhy (1876–1880), a staré parní lokomotivy již nebyly vhodné pro osobní dopravu z důvodů značného znečišťování ovzduší ve městě.
Na přelomu 19. a 20. století proběhla elektrifikace tratí parní dráhy a staré parní lokomotivy zůstaly pouze v nákladní dopravě. Do roku 1903 se ve vozovém parku postupně objevily nové motorové vozy série 1–41 (ze Štýrského Hradce) a série 1–5 (z Králova Pole). Tratě se dál rozrůstaly, a tak se s nimi rozrůstal i celý vozový park. Vozy série 6–7 se staly pokračováním dodávky tramvají z roku 1903. Jejich výrobce, Královopolskou strojírnu Lederer & Porges, mezitím koupila vídeňská vagónka Maschinen- und Waggonbau-Fabriks-Aktiengesellschaft in Simmering, vormals H.D.Schmid.

## Konstrukce
Skříň tramvají série 6–7 byla prakticky převzata z vozů série 1–5, které byly dodány do Brna v roce 1903, ale měla několik odlišností. Vozová skříň měla rošt z válcovaných ocelových profilů a dřevěnou kostru, zvenčí oplechovanou, přičemž ve spodní části bočnic se nacházely i dřevěné peřejky. Střecha s nástřeškem byla vyrobena z dřevěných palubek pokrytých plátnem. Sedadla byla laťková v příčném uspořádání 2+1. Pojezd tvořil dvounápravový podvozek s motory typu GE 58 o výkonu 25,74 kW (35 ks). Kontroléry B 6-8 měly 9 jízdních stupňů a 7 stupňů pro elektrodynamickou brzdu. Odpory byly umístěny pod podlahou vozu. Osvětlení bylo elektrické, včetně čelních návěstních svítilen. Vozy byly dodány původně s tyčovým sběračem s kladkou, který byl ve 30. letech 20. století nahrazen lyrovým sběračem. Tramvaje původně nesly tmavě hnědý nátěr, který byl někdy mezi lety 1906 a 1910 změněn na bílo-červený.
Oproti vozům z roku 1903 se lišily uzavřenými čely (v důsledku toho i vyšší hmotností) a odlišným uspořádáním oken v bočnicích. Elektrická výzbroj a podvozek byly shodné s předchozími vozy.

## Dodávky tramvají
V roce 1904 byly vyrobeny celkem 2 vozy tohoto typu.
| Současný stát | Město | Článek | Roky dodávek | Počet vozů | Evidenční čísla při dodání | Poznámky | Zdroj |
| ------------- | ----- | ------ | ------------ | ---------- | -------------------------- | -------- | ----- |
| Česko         | Brno  | článek | 1904         | 2          | 6–7                        |          | [ 3 ] |

## Provoz

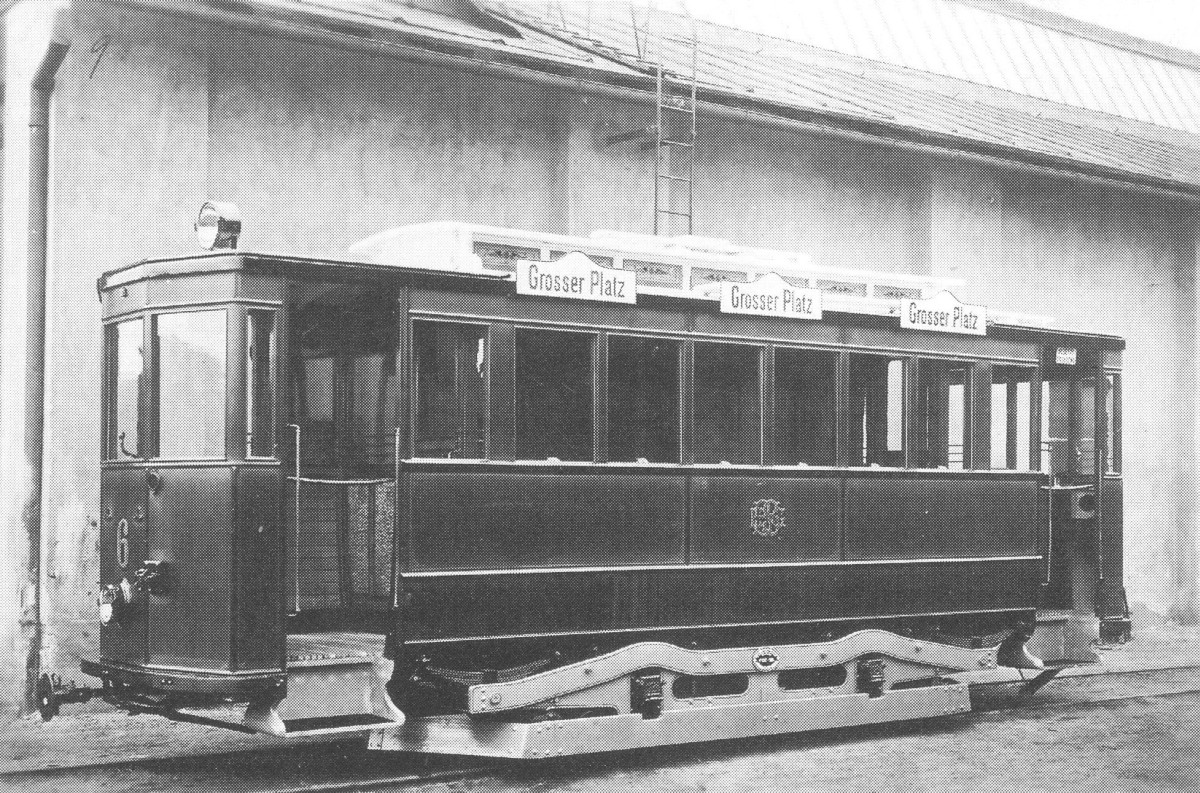
Vůz č. 6 před kompletací v roce 1904

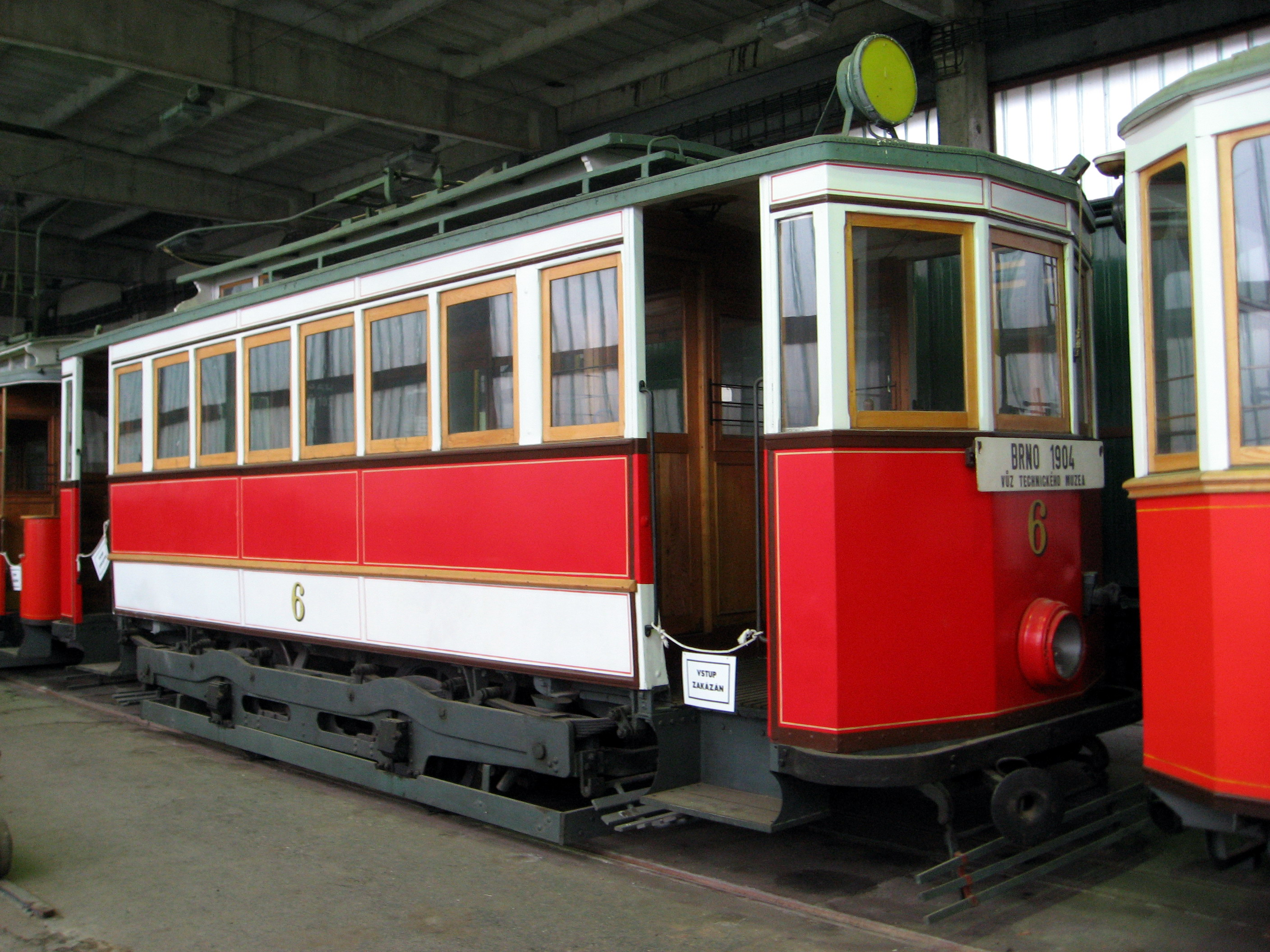
Tramvaj č. 6 v depozitáři Technického muzea v Líšni

Pro brněnskou tramvajovou dopravu znamenaly tyto tramvaje zvýšení komfortu přepravy a snížení znečištění ovzduší, stejně jako v případě předchozích vozů série 1–5. Dvojice vozů č. 6 a 7, dodaná v roce 1904, také znamenala pro Brno poslední rozšíření vozového parku v úplných počátcích elektrického provozu; další nové tramvaje byly dodány až roku 1911. Vozy č. 6 a 7 měly podobný osud jako série 1–5. Po jejich pořízení v roce 1904 byly původní štýrskohradecké tramvaje č. 6 a 7 přeznačeny na č. 47 a 48. Královopolské vozy zůstaly v provozu do 20. let 20. století, kdy je začala omezovat jejich nižší přepravní kapacita a začalo se projevovat jejich stáří. Po roce 1930 zůstal v osobním provozu pouze vůz č. 7, zatímco vůz č. 6 byl přeřazen mezi služební. Počátkem druhé světové války však začala vozit cestující i tramvaj č. 6. Tato dvojice vozů, společně se sérií 1–5, obsluhovala za války především linku 5. V dubnu 1945 byl při požáru vozovny Pisárky zničen vůz č. 7. Tramvaj č. 6 dále jezdila v osobní dopravě, v roce 1950 získala při hromadném přečíslování nové číslo 3 a k jejímu definitivnímu vyřazení došlo v roce 1954.
Skříň vozu č. 6 byla po vyřazení tramvaje prodána do Náměště nad Oslavou, kde nejprve sloužila jako chatka a odkud se následně dostala do areálu Uhelných skladů v Třebíči. Během příprav na 100. výročí městské hromadné dopravy v Brně, které se chystalo na rok 1969, byla skříň tramvaje nalezena pracovníky Dopravního podniku města Brna (DPmB), jenž ji také získal. Během první poloviny roku 1969 byla tramvaj v Ústředních dílnách DPmB zrenovována do stavu odpovídajícího provozu ve 30. a 40. letech 20. století. Podvozek byl získán ze služebního vozu č. 802 (původně královopolský vůz č. 5). Vůz č. 6 byl, společně s ostatními do té doby renovovanými tramvajemi, předán v roce 1971 Technickému muzeu v Brně, které jej zařadilo do své vznikající sbírky vozidel MHD.